# Мхітар Айріванеці
Мхітар Айріванеці або Мхітар Єреванці, (вірм. Մխիթար Այրիվանեցի; 1224—1290) — вірменський історик, письменник, поет, педагог XIII століття.

## Життєпис
Народився в Єревані. У 1267—1270 роках став відомим своєю науково-педагогічною діяльністю. Від 1279 року був керівником вищої школи Айріванка, разом займаючись релігійно-культурними центрами князів Прошянів в Танааті, Скхуніку та інших місцях.
Велику наукову цінність становить його «Нова історія» або «Історія Вірменії», в яких автор викладає історію Вірменії аж до 1289 року. Вона цінна багатьма унікальними відомостями, оригінальні джерела яких до нашого часу не збереглися. На початку праці наведено подробиці історії грузинів, кавказьких албанів, греків, персів, сельджуків, татар (зокрема хронологічні списки правителів, духовних провідників тощо).
Є автором житій Степаноса Сюнеці і Алексіаноса, численних поетичних творів, серед яких 21 гандза, 4 таги, акровірші тощо. В них часто описуються також різні історичні події часу.
Одна з найцінніших праць Айріванеці — наукова збірка «Чаринтир» (написана в Айріванку 1283 році), в якій описуються більше 100 книг, призначених для студентів вищих шкіл епохи. В «Чаринтирі» повністю наведено оригінальні версії 43 найменувань праць понад 13 вірменських та інших учених.
Написав також музику для своїх віршів.

## Переклади
- ХРОНОГРАФИЧЕСКАЯ ИСТОРИЯ [Архівовано 9 березня 2020 у Wayback Machine.], пер. К. Патканова, 1869
  - Мхитар Айриванкский (Айриванеци), Хронографическая история, Директ-Медиа, 2010, ISBN 9785998966262, Текст наведено за виданням: Хронографическая история, составленная отцом Мехитаром, вардапетом Айриванкским: Пер. К. Патканова. — СПб., 1869.